# Supreme Pictures
Supreme Pictures, algumas vezes creditada como Supreme Pictures Corporation, foi uma companhia cinematográfica estadunidense, fundada por Aaron Wiliam Hackel, que produziu e distribuiu filmes entre 1934 e 1940. Fez parte da Poverty Row, e produziu filmes B, em geral westerns.

## Histórico
Fundada pelo produtor nascido na Áustria, mas radicado na indústria cinematográfica estadunidense, Aaron William Hackel, creditado A.W. Hackel (1882–1959), a a grande maioria de suas produções se constituiu de Westerns B.
Sua primeira produção foi o western A Demon for Trouble, em 1934, dirigido por Robert F. Hill e estrelado por Bob Steele. Seguiram-se mais 31 westerns com Steele, e alguns com Johnny Mack Brown. Seu último filme, Am I Guilty?, de 1940, não foi um western, mas sim um filme policial.

## Filmografia parcial
- Am I Guilty? (1940)
- Desert Patrol (1938)
- Border Phantom (1937)
- Gun Lords of Stirrup Basin (1937)
- Bar-Z Bad Men (1937)
- Trail of Vengeance (1937)
- The Gambling Terror (1937)
- The Courageous Avenger (1935)
- The Rider of the Law (1935)
- Tombstone Terror (1935)
- Kid Courageous (1935)
- The Brand of Hate (1934)
- A Demon for Trouble (1934)

## Leituras
- PITTS, Michael R. Poverty Row Studios, 1929-1940, Jefferson, N.C. : McFarland & Co., c1997. 534 p. ISBN 978-0-7864-2319-4